# Édes Charity (film)
Az Édes Charity (eredeti cím: Sweet Charity) 1969-ben bemutatott amerikai zenés filmvígjáték-dráma, melynek elsőfilmes rendezője és koreográfusa Bob Fosse. A forgatókönyvet Peter Stone írta, az 1966-os azonos című színpadi darabból (mely Federico Fellini 1957-es Cabiria éjszakái című filmjén alapult). A főbb szerepekben Shirley MacLaine, John McMartin, Chita Rivera, Paula Kelly, Stubby Kaye, Ricardo Montalbán, Sammy Davis Jr. és Barbara Bouchet látható.
Az Amerikai Egyesült Államokban 1969. április 1-jén bemutatott film vegyes kritikákat kapott és bevételi szempontból is bukásnak bizonyult. Ennek ellenére három Oscar-díjra jelölték, MacLaine pedig a legjobb női főszereplő kategóriában szerzett Golden Globe-jelölést.

## Cselekmény
Charity Hope Valentine a társaságát pénzért áruba bocsátó táncosnőként dolgozik a Fandango Ballroom bárban. Munkatársnői hozzá hasonlóan kiábrándultak felszínes munkájukból. Bár a lány epedezik a szerelem után, nincs szerencséje a férfiakkal. Jelenlegi barátja, a már házas Charlie vízbe löki a Central Park hídjáról, megkaparintva Charity 427 dolláros életbiztosítását. 
Később Charity megismerkedik a világhírű filmsztár Vittorio Vitale-lal, aki épp akkor szakított barátnőjével, Ursulával. Charity meglátogat egy éjszakai bárt, majd együtt vacsorázik Vittorióval annak lakásán. Ursula azonban visszatér és Charity kénytelen megalázó módon vendéglátója gardróbszekrényében tölteni az éjszakát, míg a kibékülő Vittorio és Ursula a szobában szeretkeznek.  
Hogy nagyobb társadalmi megbecsültségű munkát szerezzen, Charity elmegy egy munkaközvetítőhöz, de itt be kell ismernie, hogy nincs semmilyen magasabb iskolai végzettsége vagy szaktudása. Az interjúztató azt hiszi, a lányt csak viccből küldték hozzá kollégái és Charity kényszeredetten belemegy a játékba. Távozásakor beszorul az épület liftjébe egy Oscar Lindquist nevű félénk és klausztrofóbiás férfi társaságában, aki pánikba esik és Charity igyekszik megnyugtatni. Kiszabadulásuk után Oscar randevúra hívja a lányt, amit többször megismételnek.
Charity nem árulja el Oscarnak valódi szakmáját és azt hazudja, egy bankban dolgozik. Oscar szeretné feleségül venni és ebben a szándékában az sem ingatja meg, amikor kiderül választottja foglalkozása. A férfi a Charitynek rendezett meglepetésbuli alkalmából találkozik menyasszonya barátaival és munkatársaival a Fandangóban. A házasságkötő hivatalban azonban visszakozik, mert bár minden erejével igyekezett elfogadni Charity múltját, annak tudatában mégis képtelen a házasságra.
A faképnél hagyott és összetört szívű Charity visszatér a Central Park hídjára. Egy csapat fiatal hippitől virágokat kap és a szerelemről énekelnek neki, ezzel némileg felvidítva a nőt.

### Alternatív befejezés
A filmhez egy vidámabb befejezés is készült, melyet később a film DVD-változatán mellékelve adtak ki.

## Szereplők
| Szerep                 | Színész           | Magyar hang        | Magyar hang      | Magyar hang     |
| Szerep                 | Színész           | 1. szinkron (1975) | 2. szinkron      | 3. szinkron     |
| ---------------------- | ----------------- | ------------------ | ---------------- | --------------- |
| Charity Hope Valentine | Shirley MacLaine  | Halász Judit       | Orosz Helga      | Liptai Claudia  |
| Oscar Lindquist        | John McMartin     | Tordy Géza         | Rosta Sándor     | Selmeczi Roland |
| Nickie                 | Chita Rivera      | Császár Angela     | Simon Mari       | Juhász Judit    |
| Helene                 | Paula Kelly       | Csongrádi Kata     | Juhász Róza      | Kocsis Mariann  |
| Herman                 | Stubby Kaye       | Képessy József     | Dengyel Iván     | Makay Sándor    |
| Ursula                 | Barbara Bouchet   | Borbás Gabi        | Prókai Annamária |                 |
| Vittorio               | Ricardo Montalbán | Bodrogi Gyula      | Vass Gábor       | Csankó Zoltán   |
| Big Daddy              | Sammy Davis Jr.   | Kristóf Tibor      | Faragó József    | Csuja Imre      |
| táncosnő               | Suzanne Charny    |                    |                  |                 |
| Nicholsby              | Alan Hewitt       |                    |                  | Versényi László |
| Charlie                | Dante D'Paulo     |                    |                  | nem szólal meg  |

## Dalok listája
1. My Personal Property[a]
2. Big Spender
3. The Pompeii Club
4. Rich Man's Frug
5. If My Friends Could See Me Now
6. The Hustle

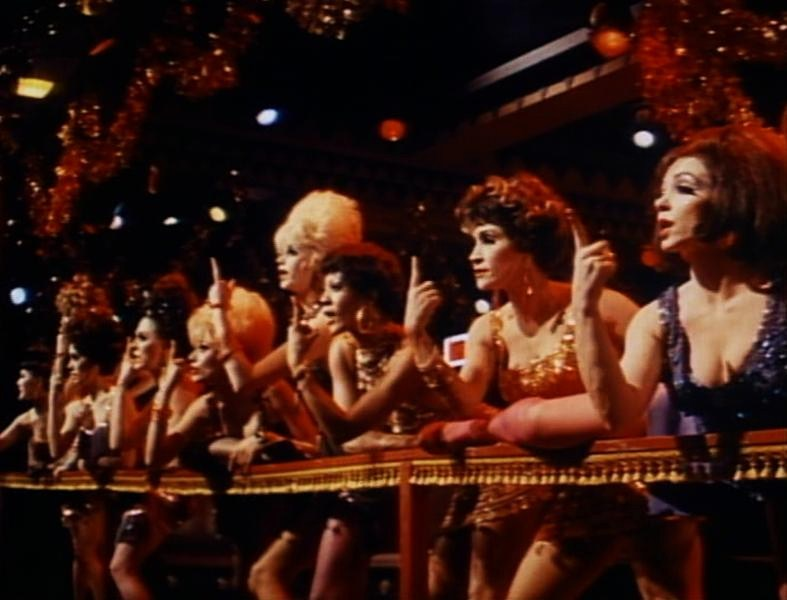
Paula Kelly (jobbról a harmadik) és Chita Rivera (jobbról a második) a Big Spender című dal előadása közben

7. There's Got to Be Something Better Than This
8. It's a Nice Face[a]
9. The Rhythm of Life
10. Sweet Charity
11. I'm a Brass Band
12. I Love to Cry at Weddings
13. Where Am I Going?

## Fogadtatás

### Bevételi adatok
A film készítésének költségei vitatottak, mivel az Universal Pictures és maga Fosse is más-más összegekről számolt be. A becslések 8 és 20 millió dollár között ingadoznak, mindenesetre a film jelentős anyagi bukásnak bizonyult. 1970 januárjáig csupán 1,1 millió dolláros bevételt termelt, mely kicsivel haladta meg Shirley MacLaine gázsiját.

### Fontosabb díjak és jelölések
A filmet az 1969-es cannes-i filmfesztiválon is bemutatták, versenyen kívül.
| Díj              | Kategória                                                | Jelölt                                                                        | Eredmény | Ref.  |
| ---------------- | -------------------------------------------------------- | ----------------------------------------------------------------------------- | -------- | ----- |
| Oscar-díj        | legjobb látványtervezés                                  | művészi rendezés: Alexander Golitzen és George C. Webb díszlet: Jack D. Moore | Jelölve  | [ 7 ] |
| Oscar-díj        | legjobb jelmeztervezés                                   | Edith Head                                                                    | Jelölve  | [ 7 ] |
| Oscar-díj        | legjobb filmzene musicalfilmben – eredeti vagy adaptáció | Cy Coleman                                                                    | Jelölve  | [ 7 ] |
| Golden Globe-díj | legjobb női főszereplő – filmmusical vagy vígjáték       | Shirley MacLaine                                                              | Jelölve  | [ 8 ] |

## Fordítás
- Ez a szócikk részben vagy egészben  a   Sweet Charity (film) című angol Wikipédia-szócikk ezen változatának fordításán alapul.  Az eredeti cikk szerkesztőit annak laptörténete sorolja fel. Ez a jelzés csupán a megfogalmazás eredetét és a szerzői jogokat jelzi, nem szolgál a cikkben szereplő információk forrásmegjelöléseként.

## Kapcsolódó szócikk
- Cabiria éjszakái (1957), Federico Fellini filmje, mely az Édes Charity című színpadi mű és film alapjául szolgált